# Минчики
Минчики — деревня в Берестовицком районе Гродненской области Белоруссии. Входит в состав Пограничного сельсовета.

## География
Деревня расположена в западной части района и области, в 2 км к востоку от границы с Польшей. Находится на берегу реки Тишовка. Расстояние до центра района, гп Большая Берестовица, составляет 14 км; до центра сельсовета, агрогородка Пограничный, около 3,5 км.

## История
До 1919 года деревня находилась на территории Гродненской губернии Российской империи. С 1919—1939 годах — в составе Второй польской республики. 2 ноября 1939 года вошла в БССР (с 1991 года — Белоруссии).

## Население
По данным на 2009 год, в деревне проживало 43 человека.